# Camilo Riani
Camilo Riani é um artista plástico, caricaturista, pesquisador e ilustrador da cidade de Rio Claro, interior de São Paulo, que conquistou mais de cinquenta prêmios nacionais e internacionais no campo das artes visuais, humor e ilustração.
Presidente do Salão Universitário de Humor de Piracicaba/Unimep, teve seus trabalhos publicados pelos maiores jornais e revistas do país, como Folha de S.Paulo, O Estado de S. Paulo, Veja, Elle, Le Monde Diplomatique, Marie Claire, O Pasquim 21, entre outros. 
Nascido em 1965 na cidade de Rio Claro, é o décimo de uma família de treze filhos de Aristóteles Costa e Clotilde Amélia Riani Costa. Realizou trabalhos visuais para TV no Programa Livre (SBT/Serginho Groisman) e Fanzine (TV Cultura/Marcelo Rubens Paiva), além de ilustrações para dezenas de livros, como a publicação "É mentira, Chico?", reunião dos melhores caricaturistas do país organizada por Ziraldo em homenagem a Chico Anysio. 

## Carreira e obras
Neto de italianos, é autor do livro "Tá rindo do quê? Um mergulho nos salões de Humor de Piracicaba", resultado de sua dissertação de mestrado e premiado com o Troféu HQ-Mix da Associação dos Cartunistas do Brasil em 2003, e da arte-tese Caricatas: arte-rosto-humor-experiência, novamente premiada com o Troféu HQ-MIX em 2017 (Serginho Groisman, Jal & Gual, ACB, SESC). 
A tese de doutorado em Educação/Imagem deu origem ao termo Artexperiência, que defende as artes visuais e caricatura como possíveis percursos para a expansão do pensamento. O termo também define os projetos culturais desenvolvidos em parceria com a pesquisadora e professora Rosana Borges Zaccaria e as ações artísticas desenvolvidas no ateliê Artexperiência junto à agência de comunicação Neurônio Adicional em Piracicaba, interior de São Paulo. 
Professor universitário na área de Criação e Design (Faculdade de Comunicação e Informática/FCI-Unimep) e membro do Grupo de Pesquisa Imago, Camilo ilustrou a obra de Monteiro Lobato 'Dom Quixote das Crianças' pela Editora Globo. 
Criador da inédita técnica da Cartoongrafia, na qual cartuns e micro desenhos compõem a biografia imagética do retratado, atualmente dedica-se às pesquisas resultantes de seu Pós-Doutorado concluído na Unesp-Rio Claro, bem como à criação no campo das artes plásticas e arte colaborativa (com interação e participação do público) junto à agência Neurônio Adicional em obras pautadas pela interlocução entre distintas linguagens, estilos e técnicas que caracterizam sua extensa produção artística.

## Prêmios
Em 2020, Camilo Riani ganhou o Prêmio Vladimir Herzog na categoria "Prêmio Destaque Vladimir Herzog Continuado" ao lado de outros 109 cartunistas que participaram do movimento "Charge Continuada", que consistiu na recriação por centenas de artistas de uma charge de Renato Aroeira que fora alvo de um pedido de investigação pelo governo brasileiro por associar o presidente Jair Bolsonaro com o nazismo.